# Biellojaure
Biellojaure (umesamiska Bielluojávrrie, sydsamiska Bealloejaevrie) är en sjö i Sorsele kommun och Storumans kommun i Lappland som ingår i Umeälvens huvudavrinningsområde. Sjön har en area på 8,67 kvadratkilometer och ligger 575,1 meter över havet. Biellojaure ligger i Vindelfjällen Natura 2000-område. Sjön avvattnas av vattendraget Biellojukke (Ånkajukke).

## Delavrinningsområde
Biellojaure ingår i delavrinningsområde (729859-149210) som SMHI kallar för Utloppet av Biellojaure. Medelhöjden är 662 meter över havet och ytan är 42,74 kvadratkilometer. Räknas de 11 avrinningsområdena uppströms in blir den ackumulerade arean 210,88 kvadratkilometer. Biellojukke (Ånkajukke) som avvattnar avrinningsområdet har biflödesordning 3, vilket innebär att vattnet flödar genom totalt 3 vattendrag innan det når havet efter 391 kilometer. Avrinningsområdet består mestadels av skog (55 procent) och kalfjäll (19 procent). Avrinningsområdet har 8,67 kvadratkilometer vattenytor vilket ger det en sjöprocent på 20,3 procent.